# Montemorelos
Montemorelos – miasto w Meksyku, w stanie Nuevo León. W 2008 liczyło 37 450 mieszkańców. 
Miasto zostało założone nad rzeką Pilón w 1665 roku a jego nazwa pochodzi od nazwiska założyciela don José María Morelos y Pavón.